# Astragalus agrestis
Astragalus agrestis é uma espécie de milkvetch conhecido pelos nomes comuns de milkvetch roxo, loco roxo e milkvetch de campo. É nativo de grande parte do oeste e norte da América do Norte, da maior parte do Canadá ao sudoeste dos Estados Unidos, bem como do leste da Ásia. Ela cresce em áreas úmidas na primavera, como prados, e é frequentemente encontrada em artemísia.

## Descrição
Esta é uma erva perene que cresce em um caule fino, mas robusto, de um caudex subterrâneo. Ele se inclina ou cresce ereto até uma altura máxima próxima a 30 centímetros. O caule costuma ser grosseiramente peludo. As folhas dispostas alternadamente têm até 10 centímetros de comprimento e são compostas por vários pares de folíolos de até 2 centímetros de comprimento cada. Eles são ovais a em forma de lança e podem ter pontas entalhadas. A inflorescência é um aglomerado oval de até 15 flores roxas ou tingidas de rosa a quase brancas. Cada flor tem até 2 centímetros de comprimento. As flores florescem de maio a agosto.
O fruto é uma vagem de legume de formato oval com até um centímetro de comprimento. É de cor escura com cabelos brancos e seca em uma textura de papel.

## Cultivo
Quando cultivada em jardins, a rede de raízes se espalha com entusiasmo e deve ser confinada se o paisagista não quiser um grande pedaço de leite roxo.